# قائمة البعثات الدبلوماسية في الصين

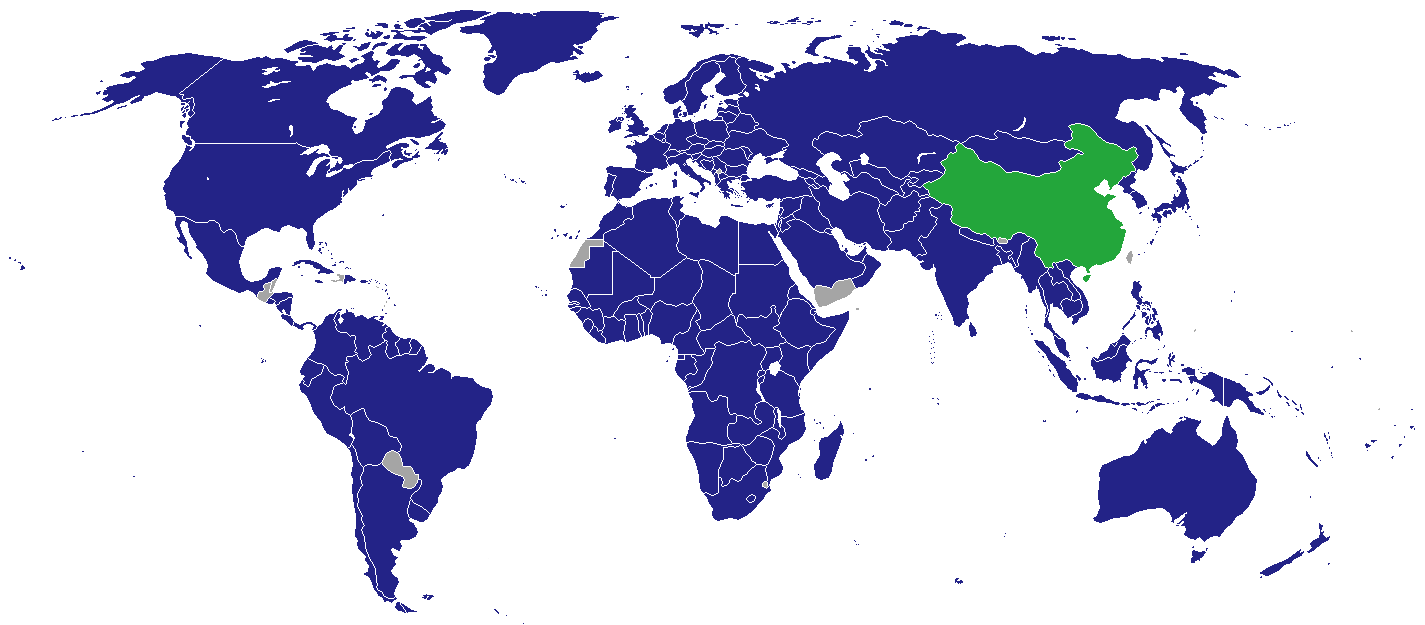
خريطة البلدان التي تحتفظ ببعثات دبلوماسية في جمهورية الصين الشعبية

هذه قائمة بالبعثات الدبلوماسية في جمهورية الصين الشعبية. في الوقت الحاضر، تستضيف العاصمة بكين 165 سفارة. ويستثنى من هذه القائمة القنصليات الفخرية والوكالات القنصلية وهونغ كونغ.

## سفارات في بكين
| - أفغانستان - ألبانيا - الجزائر - أنغولا - الأرجنتين - أرمينيا - أستراليا - النمسا - أذربيجان - جزر البهاما - البحرين - بنغلاديش - باربادوس - بيلاروس - بلجيكا - بنين - بوليفيا - البوسنة والهرسك - بوتسوانا - البرازيل - بروناي - بلغاريا - بوروندي - كمبوديا - الكاميرون - كندا - الرأس الأخضر - جمهورية إفريقيا الوسطى - تشاد - تشيلي - كولومبيا - جزر القمر - جمهورية الكونغو - جمهورية الكونغو الديمقراطية - كوستاريكا - ساحل العاج - كرواتيا - كوبا - قبرص - جمهورية التشيك - الدنمارك - جيبوتي | - دومينيكا - الإكوادور - مصر - غينيا الاستوائية - إرتريا - إستونيا - إثيوبيا - فيجي - فنلندا - فرنسا - الغابون - جورجيا - ألمانيا - غانا - اليونان - غرينادا - غينيا - غينيا بيساو - غيانا - المجر - آيسلندا - الهند - إندونيسيا - إيران - العراق - جمهورية أيرلندا - إسرائيل - إيطاليا - جامايكا - اليابان - الأردن - كازاخستان - كينيا - كوريا الشمالية - كوريا الجنوبية - الكويت - قرغيزستان - لاوس - لاتفيا - لبنان - ليسوتو - ليبيريا | - ليبيا - ليتوانيا - لوكسمبورغ - مقدونيا - مدغشقر - مالاوي - ماليزيا - جزر المالديف - مالي - مالطا - موريتانيا - موريشيوس - المكسيك - ولايات ميكرونيسيا المتحدة - مولدوفا - منغوليا - الجبل الأسود - المغرب - موزمبيق - ميانمار - ناميبيا - نيبال - هولندا - نيوزيلندا - النيجر - نيجيريا - النرويج - عُمان - باكستان - فلسطين - بابوا غينيا الجديدة - بيرو - الفلبين - بولندا - البرتغال - قطر - رومانيا - روسيا - رواندا - ساموا - السعودية - السنغال | - صربيا - غينيا بيساو - سيراليون - سنغافورة - سلوفاكيا - سلوفينيا - الصومال - جنوب إفريقيا - جنوب السودان - إسبانيا - سريلانكا - السودان - سورينام - السويد - سويسرا - سوريا - طاجيكستان - تنزانيا - تايلاند - تيمور الشرقية - توغو - تونغا - ترينيداد وتوباغو - تونس - تركيا - تركمانستان - أوغندا - أوكرانيا - الإمارات العربية المتحدة - المملكة المتحدة - الولايات المتحدة - الأوروغواي - أوزبكستان - فانواتو - فنزويلا - فيتنام - اليمن - زامبيا - زيمبابوي |

### وفود/بعثات أخرى إلى الصين في بكين
- جمهورية الدومينيكان (مكتب التنمية التجارية)[1]
- الاتحاد الأوروبي (وفد)
- هايتي (مكتب التنمية التجارية)[2]
- بنما (مكتب التنمية التجارية)[3]

## قنصليات عامة/قنصليات

### تشنغدو
- أستراليا
- جمهورية التشيك
- فرنسا
- ألمانيا
- إسرائيل
- كوريا الجنوبية
- نيوزيلندا
- باكستان
- بولندا
- سنغافورة
- النمسا
- سويسرا
- تايلاند
- الولايات المتحدة

### تشونغتشينغ
- كمبوديا
- كندا
- الدنمارك
- إثيوبيا
- المجر
- إيطاليا
- اليابان
- هولندا
- الفلبين
- المملكة المتحدة

### داليان
- اليابان (المكتب الفرعي للقنصلية العامة في شنيانغ)
- كوريا الجنوبية (المكتب القنصلي للقنصلية العامة في شنيانغ)

### داندونغ
- كوريا الشمالية (المكتب القنصلي للقنصلية العامة في شنيانغ)

### إيرينهوت
- منغوليا (قنصلية)

### غوانغجو
| - الأرجنتين - أستراليا - النمسا - بلجيكا - البرازيل - كمبوديا - كندا - تشيلي - كولومبيا - جمهورية الكونغو - ساحل العاج - السعودية كوبا - الدنمارك - الإكوادور - إثيوبيا - فرنسا - ألمانيا | - اليونان - الهند - إندونيسيا - إيران - إسرائيل - إيطاليا - اليابان - كوريا الجنوبية - قرغيزستان - الكويت - لاوس - ماليزيا - مالي - المكسيك - هولندا - نيوزيلندا - نيجيريا | - النرويج - باكستان - بيرو - الفلبين - بولندا - روسيا - سنغافورة - إسبانيا - سريلانكا - سويسرا - تايلاند - تركيا - أوغندا - أوكرانيا - المملكة المتحدة - الولايات المتحدة - فيتنام |

### هوهوت
- منغوليا

### هونغ كونغ
انظر قائمة البعثات القنصلية في هونغ كونغ

### هولونبوير
- منغوليا (قنصلية)

### جينغهونغ
- لاوس (المكتب القنصلي للقنصلية العامة في كونمينغ)

### كونمينغ
- بنغلاديش
- كمبوديا
- لاوس
- ماليزيا
- ميانمار
- تايلاند
- فيتنام

### لاسا
- نيبال

### ماكاو
- أنغولا
- موزمبيق
- الفلبين
- البرتغال

### نانينغ
- كمبوديا
- لاوس
- ماليزيا
- ميانمار
- تايلاند
- فيتنام

### تشينغداو
- اليابان
- كوريا الجنوبية
- تايلاند

### شانغهاي
| - الأرجنتين - أستراليا - النمسا - بيلاروس - بلجيكا - البرازيل - بلغاريا - كمبوديا - كندا - تشيلي - كولومبيا - كوبا - جمهورية التشيك - الدنمارك - الإكوادور - مصر - إستونيا - إثيوبيا - فيجي - فنلندا - فرنسا - ألمانيا - اليونان - المجر | - الهند - إندونيسيا - إيران - جمهورية أيرلندا - إسرائيل - إيطاليا - اليابان - كازاخستان - كوريا الجنوبية - لاوس - لوكسمبورغ - ماليزيا - مالطا - المكسيك - منغوليا(قسم قنصلي) - هولندا - نيوزيلندا - نيجيريا - النرويج - باكستان - بيرو - الفلبين - بولندا - البرتغال | - رومانيا - روسيا - صربيا - سيشل - سنغافورة - سلوفاكيا - سلوفينيا (قنصلية) - جنوب إفريقيا - إسبانيا - سريلانكا - السويد - سويسرا - تايلاند - تركيا - أوكرانيا - الإمارات العربية المتحدة - المملكة المتحدة - الولايات المتحدة - الأوروغواي - أوزبكستان - فانواتو - فنزويلا - فيتنام |

### شنيانغ
- فرنسا
- روسيا
- ألمانيا
- كوريا الشمالية
- كوريا الجنوبية
- اليابان
- الولايات المتحدة

### ووهان
- فرنسا
- كوريا الجنوبية
- المملكة المتحدة
- الولايات المتحدة

### شيامن
- الفلبين
- سنغافورة
- تايلاند

### شيان
- كمبوديا
- كوريا الجنوبية
- تايلاند